# Nicola Vitale Materi
Nicola Vitale Materi – włosko-polski  reżyser, aktor, scenarzysta i producent. Ukończył  filmoznawstwo na włoskiej uczelni.

## Życiorys
Nicola Vitale Materi urodził się 28 listopada 1977 we Włoszech.
W latach 80, po raz pierwszy, wystąpił w filmie „A formula for a Murder" (wł. „7, Hyden Park: La casa maledetta"), następnie zdobywał doświadczenie teatralne z Akademią Ruchu, której jedną z pierwszych członkiń była jego matka. Grupa została założona przez Wojciecha Krukowskiego. 
Podczas studiów uniwersyteckich, od końca lat 90 do początków lat 2000, utrzymywał się z pracy jako prezenter w lokalnych stacjach telewizyjnych Canale 10 Toscana oraz Italia 7 Toscana. 
Następnie wystąpił w popularnym serialu „La squadra”, w telewizji RAI i w filmie „Niebo”.
W 2003 roku otworzył swoje studio specjalizujące się w publikacjach multimedialnych z zakresu kina, sztuki i muzyki.
Od 2014 roku zaczął zajmować się produkcją filmową. 
W 2015 roku Giunti Editore, druga najwieksza włoska grupa wydawnicza, która rozpoczęła dystrybucję publikacji cyfrowych pod markami Walt Disney, Marvel Entertainment oraz Lucas Film, powierza mu zadanie rozpoczęcia rozwoju własnej branży filmowej i telewizyjnej.
Po okresie współpracy z Giunti, Vitale Materi zaczął poświęcać się wyłącznie produkcji kina niezależnego.
W 2018r. podjął decyzje o przeprowadzce do Polski, ale wszystkie jego plany i projekty zostały wstrzymane przez długą rehabilitacje, której musiał się poddać, po przejściu udaru.
W 2023 roku wcielił się w rolę Włocha w Polsce w serii reklam polskiej wódki Żołądkowa Gorzka, razem z Bogusławem Lindą.
W 2024 roku ukończył produkcję filmu „Lesbian Psycho?", z Leą Oleksiak oraz z Saverio Fabbri jako producent. Film okazał się wielkim sukcesem festiwalowym, zdobywając ponad 140 nagród i nominacji na całym świecie. na całym świecie.

## Filmografia
| Rok  | Tytuł                  | Rola                            | Kategoria                              | Reżyser                                      | Uwagi                                |
| ---- | ---------------------- | ------------------------------- | -------------------------------------- | -------------------------------------------- | ------------------------------------ |
| 2025 | Stroke                 | Rodolfo                         | Film eksperymentalny, horror, thriller | Nicola Vitale Materi                         |                                      |
| 2024 | Lesbian Psycho?        | dr. Grimaldi                    | Film eksperymentalny, horror, thriller | Nicola Vitale Materi                         |                                      |
| 2023 | Droga do domu          | Luigi De Luca - włoski dyrygent | Dramat historyczny                     | Ewa Stankiewicz                              |                                      |
| 2023 | Italian Psycho         | Italian Psycho                  | Film horror / thriller                 | Matteo Piccinini                             |                                      |
| 2022 | Unburied tales         | David                           | Film eksperymentalny, horror           | Domiziano Cristopharo / Nicola Vitale Materi | jest także producentem               |
| 2021 | Eldorado               | Czarodziej                      | Film eksperymentalny, horror           | Domiziano Cristopharo                        | jest także producentem               |
| 2018 | To Catch a Spydra      | Mafiozo                         | Film superbohaterowie                  | Matteo Piccinini                             | jest także producentem               |
| 2018 | Pollo crudo            | Amant                           | Film thriller, dramat                  | Matteo Piccinini                             | jest także producentem i scenarzystą |
| 2015 | Florenza               | Vittorio                        | Film romantyczny                       | Matteo Piccinini                             | jest także producentem               |
| 2014 | Silver Babe            | Doctor Evil                     | Film superbohaterowie                  | Matteo Piccinini                             | jest także producentem               |
| 2013 | Storia di un inganno   | Gość klubu nocnego              | Film kryminalny                        | Di Stefano / Ingrà                           |                                      |
| 2002 | Niebo                  | Drużba                          | Film fabularny                         | Tom Tykwer                                   |                                      |
| 2000 | La squadra             | Fulvio Cannizzaro / Szef mafii  | Serial kryminalny                      | Giorgio Molteni                              |                                      |
| 1985 | A formula for a murder | Młody chłopak w parku           | Film horror / thriller                 | Alberto De Martino                           |                                      |

## Reklamy
| Rok  | Firma             | Tytuł                                                | Role                  | Język           | Uwagi                        |
| ---- | ----------------- | ---------------------------------------------------- | --------------------- | --------------- | ---------------------------- |
| 2024 | Bank Millennium   | Otwórz Konto Millennium 360° ! - Wakacje we Włoszech | Włoski kelner         | włoski          |                              |
| 2024 | Polpharma         | Ranigast                                             | Włoski mafiozo        |                 |                              |
| 2023 | Żołądkowa De Luxe | "O tradycji karniaka"                                | Włoski przyjaciel     | Polski / Włoski |                              |
| 2022 | Żołądkowa De Luxe | "Powitania"                                          | Włoski przyjaciel     | Polski / Włoski |                              |
| 2022 | Żołądkowa De Luxe | "Stukania w denko"                                   | Włoski przyjaciel     | Polski / Włoski |                              |
| 2022 | Deichmann         | "Bądź wyjątkowa"                                     | Biznesmen w limuzynie |                 |                              |
| 2022 | Lotto             | "Miasto drapu lotto"                                 | Biznesmen w taksówce  |                 |                              |
| 2015 | Unilever          |                                                      |                       |                 | jest producentem wykonawczym |
| 2014 | Intel             |                                                      |                       |                 | jest producentem wykonawczym |

## TV | Teatr | Multimedia | Nagrywanie głosu
| Rok       | Firma / Kanał / Grupa Teatralna | Tytuł               | Role                  | Język           |
| --------- | ------------------------------- | ------------------- | --------------------- | --------------- |
| 2023      | Moviehouse / Polsat             | Kolacja w ciemno    | Zwycięzca odcinka     | Polski          |
| 2022      | Żabka                           | „Uwolnij swój czas" | Nagrywanie głosu      | Polski / Włoski |
| 2004      | Gruppo De Agostini              | Invito all'opera    | Autor                 | Multimedia      |
| 1999-2000 | Video Firenze                   | I giovani oggi      | Prezenter telewizyjny | Włoski          |
| 1997-1999 | Canale 10                       | Piazza Affari       | Prezenter telewizyjny | Włoski          |
| 1985-1989 | Teatr Akademia Ruchu            | Aktor dziecięcy     | Wojciech Krukowski    | Polski          |